# Dvorac Eggenberg
Dvorac Eggenberg (Schloss Eggenberg) u Grazu je najveličanstveniji barokni kompleks u Štajerskoj, Austrija. Dvorac se nalazi na zapadnom rubu Graza, u četvrti Eggenberg. Svojim sačuvanim dvorskim prostorijama, prostranim slikovitim vrtovima, ali i umjetninama iz najstarijeg austrijskog muzeja Universalmuseum Joanneum koje su smještene u palači i njezinom parku, dvorac Eggenberg se smatra jednim od najvrijednijih spomenika kulturne baštine Austrije. Zbog svoje kulturne i povijesne važnosti dvorac je 2010. godine dodan na UNESCO-ov popis zaštićenih spomenika povijesnog središta Graza.

## Odlike
Izgrađen je od 15. do 17. stoljeća na mjestu srednjovjekovnog dvorca kao rezidencija jedne od najmoćnijih austrijskih obitelji, obitelj Eggenberg. Arhitekt Giovanni Pietro de Pomis je na njegovom uređenju u 17. stoljeću radio u suradnji s dvorskim slikarom Weissenkircherom. Sam dvorac zauzima prostor od 65 x 80 metara (na tri kata površina mu je 8000 m²), ali zajedno s parkovima ima preko 90.000 m².
Hans Ulrich von Eggenberg je u 17. stoljeću uredio dvorac po načelima prosvjetiteljstva kako bi odražavao filozofiju racionalno uređenog svijeta. Tako je upotrijebio hijerhijsku organizaciju, logičko-matematički sustav, te načela astronomije, astrologije, ali i alkemije u njegovom planu. Zbog toga dvorac ima kvadratičan tlocrt sa središtem u obliku gotičkog tornja, s tornjevima na sva četiri kuta koji predstavljaju četiri godišnja doba usmjerena prema četiri strane svijeta. Dvorac ima 365 vanjskih prozora (prema broju dana u godini), 52 na 24 prostorije (broj tjedana u godini i sati dana), a svaki kat ima po 31 sobu (broj dana u mjesecu). Drugi kat s terasom (piano nobile) ima dodatnih 8 prozora, ukupno 60 (broj sekundi u minuti i minuta u satu).
Sjevernu stranu dvorca čini planetarni vrt i lapidarij od starorimskog kamenja, te ulaz u Novi arheološki muzej u kojem se čuvaju "Kultna kola iz Strettwega". Soba bivšeg vlasnika, Balthasara Eggenberga, koji je u srednjem vijeku posjedovao kraljevsku licencu za kovanje novca, je pretvorena u numizmatički muzej. Kolekcija umjetnina u rasponu od srednjeg vijeka do rane moderne u Staroj galeriji (Alte Galerie) pokazuje razvoj europske umjetnosti od 5 stoljeća.
- Idealni plan dvorca Eggenberg (Andreas Trost, 1700.)
- Planetarna soba
- Stara galerija
- Planetarni vrt
- Engleski park dvorca